# Виборг (порт)
Порт Виборга (офіційно Порт Виборзький, рос. ООО «Порт Выборгский», фін. Viipurin satama) — російський порт на Балтійському морі у місті Виборг Ленінградської області. Він розташований на березі Виборзької затоки фактично у центрі міста.
Він діє і як торгівельний, і як пасажирський порт — під час літньої навігації сюди часто приходять туристичні судна; втім, за своїм вантажообігом порт Виборга значно менший, ніж порт Висоцька, що також діє у Виборзькій затоці.

## Характеристика порту
Порт Виборга — універсальний порт, що спеціалізується на перевалці різних видів генеральних, насипних і навалювальних, харчових та хімічних наливних вантажів. Він забезпечує відкрите та крите зберігання, надає цілий комплекс інших послуг, що супроводжують перевалку вантажів, транспортно-експедиторське обслуговування та інші роботи. Також здійснюється транспортно-експедиторське супроводження вантажів.
Порт має 13 причалів (загальною протяжністю 1480,0 погонних метри), що розташовані уздовж берегової лінії Виборзької затоки.
Порт Виборга також має свій рейдовий флот.

## Історія
Порт Виборга був заснований у Виборзькій затоці на перетині водних шляхів між Фінською затокою, судноплавною системою озера Саймаа та річкою Вуокса поруч із торговим поселенням, що розташувалося на півострові біля Виборзького замку, та почав діяти фактично від самого заснування міста у Середніх віках. У 1527 році Виборг офіційно отримав статус «штапельного міста» із правом приймати іноземні кораблі.
Відкритий у 1856 році Сайменський канал з'єднав порт Виборга із внутрішніми водами Фінської затоки. Початковий вихід каналу таким чином проходив через Кріпосну протоку до Защитної бухти, проте зараз канал повертає приблизно за три кілометри від західного боку острова Твердиш.
До Другої світової війни порт утворювався із Південного та Північного портів, також пристані були на острові Твердиш у колишньому районі Сііканіємі. Південний порт знаходився у районі нинішнього порту, а Північний — на півночі Кріпосного мосту, що веде на Твердиш. Із залізничною лінією Рііхімякі–Петербург порти з'єднувала кільцева колія, яка проходила навколо усього міста Виборга.
У 1930-х рр. у портовій зоні було побудовано спроєктовані архітектором Ерккі Хуттуненом у функціоналістичному стилі млин і силосна вежа товариства SOK та спроєктовані архітектором Георгом Єґерроосом їдальня і центральний склад товариства OTK. Поруч із портом також діяла верф товариства Viipurin konepaja. У воєнні роки порт значно постраждав, але був відремонтований та оновлений після того, як місто потрапило під владу Радянського Союзу.

## Власник порту
Довгий час порт Виборга включав у себе і підрозділ у Висоцьку. У 1992 році з початком економічних реформ порт Виборга був приватизований і було створено акціонерне товариство закритого типу «Морський торгівельний порт Виборг». У свою чергу порт Висоцька став самостійною організацією.
У 2007 році підприємство придбала Група OMG. Новий власник анонсував метою придбання диверсифікацію діяльності та створення єдиного транспортно-логістичного комплексу групи у Санкт-Петербурзі та Ленінградській області.

## Вантажообіг
| Рік               | 2003 | 2004 | 2005  | 2006 | 2007 | 2008 | 2009 | 2010 | 2011 | 2012 | 2013 | 2014 | 2015 | 2016 | 2017 | 2018 | 2019 |
| ----------------- | ---- | ---- | ----- | ---- | ---- | ---- | ---- | ---- | ---- | ---- | ---- | ---- | ---- | ---- | ---- | ---- | ---- |
| Вантажообіг тис т | 1078 | 1357 | 901,0 | 1253 | 1111 | 1300 | 1184 | 1090 | 1104 | 1462 | 1513 | 1662 | 1558 | 1382 | 1548 | 1931 | 1216 |